# Hermann de Hesse-Rotenbourg
Hermann IV de Hesse-Rotenbourg (15 août 1607 à Cassel – 25 mars 1658 à Rotenburg an der Fulda), est le premier landgrave de Hesse-Rotenbourg. Il est le quatrième fils du landgrave Maurice de Hesse-Cassel et de sa seconde épouse, Juliane de Nassau-Dillenbourg.

## Biographie
Lorsque le landgraviat de Hesse-Rotenburg est créée en 1627, Hermann prend la régence à Rotenbourg.
À Waldeck le 31 décembre 1633 Hermann épouse en premières noces Sophie Juliane de Waldeck (b. Altenwildungen, 1er avril 1607 - d. Ziegenhain, 15 septembre 1637) fille de Christian de Waldeck. Ils ont une fille :
- Juliane (Cassel, 25 mars 1636 - Cassel, 22 mai 1636).

À Weimar, le 2 février 1642 Hermann épouse en secondes noces Cunégonde Juliane d'Anhalt-Dessau (Dessau, 17 février 1608 - Rotenburg, 26 septembre 1683), fille de Jean-Georges Ier d'Anhalt-Dessau. Ce mariage est resté sans enfant.
Hermann souffre toute sa vie d'une infirmité au pied, ce qui lui rend impossible une carrière militaire. Au lieu de cela, il est allé dans le champ scientifique. Il est devenu un célèbre chercheur dans les domaines de la météorologie, des mathématiques, de l'astronomie et de la géographie. Son traité Beiläufige Cosmographische Beschreibung des Niederfürstentums Hessen de 1641 est parmi les ouvrages de référence du XVIIe siècle pour la géographie de la région de Hesse. L'école à Rotenbourg est détruite en 1637, au cours de la Guerre de Trente Ans. En 1651, Hermann construit une nouvelle école, à ses propres frais, à l'adresse Löbergasse 2, comme indiqué par une inscription sur le bâtiment.
Après que de nouveaux territoires aient été acquis, le Landgraviat de Hesse-Rotenbourg est divisé entre trois frères en 1648. Hermann conserve une réduction de Hesse-Rotenbourg; Frederick reçoit la Hesse-Eschwege et Ernest la Hesse-Rheinfels. En 1655, Frédéric meurt sans héritier mâle, et Eschwege revient à Ernest. En 1658, Hermann meurt sans descendance et Rotenbourg revient à Ernest.

## Sources
- La Société historique de l'Ancien district de Rotenbourg